# Dramatisk tekst
Dramatisk tekst er en fiktionsgenre, og som kan deles op i skuespil, tv-serier og film. Genren er et af de tre klassiske hovedgenrer, de to andre er epik og lyrik. Dramatiske tekster kan som basis opdeles i to grupper: komedierne og tragedierne.

## Sproglige træk
- Replikker
- Mimik
- Stemmeføring
- Gestik
- Øjenkontakt
- Fortællerkommentarer
- Scenografi, lyssætning, lydeffekt